# Bogićevići
Bogićevići är en ort i Montenegro. Den ligger i den centrala delen av landet, 22 km nordväst om huvudstaden Podgorica. Bogićevići ligger 46 meter över havet och antalet invånare är 109.
Terrängen runt Bogićevići är varierad. Bogićevići ligger nere i en dal. Runt Bogićevići är det ganska glesbefolkat, med 48 invånare per kvadratkilometer. Närmaste större samhälle är Danilovgrad, 6,3 km öster om Bogićevići. Omgivningarna runt Bogićevići är en mosaik av jordbruksmark och naturlig växtlighet.